# Judith Kuipers
Judith Kuipers (9 november 1972) is een gewezen voetbalspeelster en -trainster. Ze was international van het nationale militaire vrouwenteam en vanaf 2017 tot circa eind 2019 was ze hier ook de bondscoach van.
In 2019 was ze bondscoach van het vrouwenelftal van de Cookeilanden. Eerder was ze werkzaam bij onder meer Ter Leede en VV Alkmaar.
Na haar bondscoachschap van de Cookeilanden, waarmee ze de troostfinale op de Pacifische Spelen haalde, liet Kuipers het coachen achter zich en ging ze werken als verkoopspecialist bij een hardloopwinkel in Amsterdam.